# François Hamille
François Hamille (Montreuil-sur-Mer, 3 settembre 1812 – Douai, 20 novembre 1885) è stato un politico, avvocato e bonapartista francese.

## Biografia
Avvocato a Douai, nel 1845 entrò nell'amministrazione centrale dei culti di cui divenne presidente sotto il secondo impero. Divenne deputato per il Pas-de-Calais dal 1871 al 1885 tra i bonapartisti del gruppo politico di Appel au peuple. Divenne senatore per il Pas-de-Calais nel gennaio del 1885, e morì qualche mese dopo. Consigliere generale del cantone di Campagne, fu presidente del consiglio generale del Pas-de-Calais.